# Immeuble Sunn
L'immeuble Sunn (en finnois : Sunnin talo) est un bâtiment situé dans le quartier de Kruununhaka à Helsinki.

## Histoire
Entre 1763 et 1770, le marchand P. H. Sunn fait construire le bâtiment de 2 étages. En 1833–1834, on donne à l'immeuble son style Empire dans le cadre de la rénovation de la partie sud de la Place du Sénat. 
En 1912, les bâtiments d'aile de la cour sont détruits pour faire place à l’agrandissement du magasin Stockmann. 
En 1931, la maison Sunn devient un immeuble de bureaux. Le bâtiment est rénové en 1982–1984, il abrite de nos jours des bureaux et des boutiques.